# Pölöskei Ferenc
Pölöskei Ferenc (Réde, 1930. április 6. – 2016. december 19.) magyar történész, egyetemi tanár, a Magyar Tudományos Akadémia rendes tagja. Kutatási területe a 20. század agrár-, jog-, illetve politikatörténete. 1982 és 1990 között az Eötvös Loránd Tudományegyetem Bölcsészettudományi Kar dékánja.

## Életpályája
1949-ben kezdte meg egyetemi tanulmányait az ELTE Bölcsészettudományi Kar magyar–történelem szakán, ahol 1953-ban szerzett tanári diplomát. Diplomájának megszerzése után az ELTE BTK Történeti Intézet Új- és legújabbkori magyar történelem tanszékén lett tanársegéd. 1958 és 1962 között adjunktus volt, majd 1962 és 1970 között egyetemi docensként dolgozott. 1970-ben vette át egyetemi tanári kinevezését. 1972-ben bízták meg a tanszék vezetésével. 1982-ben a Bölcsészettudományi Kar dékánjává választották, amely tisztséget 1990-ig töltötte be. 2001-ben emeritálták.
1960-ban védte meg a történettudományok kandidátusi, 1969-ben akadémiai doktori értekezését. Az MTA Történettudományi Bizottságának, az Agrártörténeti és Faluszociológiai Bizottságnak, valamint a Művelődéstörténeti Bizottságnak is lett tagja. 1987-ben a Magyar Tudományos Akadémia levelező, 1995-ben annak rendes tagjává választották.
Kutatási területe a 20. század agrár-, jog-, illetve a politikatörténete.

## Díjai, elismerései
- Akadémiai Díj (1963, 1973)
- Cirill-Metod-érdemrend arany fokozata (1987, Szófia)
- Pázmány Péter-díj (2001, Pro Renovanda Cultura Hungariae)
- Réde díszpolgára (2001)
- Pápa város díszoklevele (2010)
- az Eötvös Loránd Tudományegyetem díszdoktora (2010)

## Főbb publikációi
- Földmunkás- és szegényparaszt-mozgalmak Magyarországon: 1848–1948 (társszerk., Táncsics Kiadó, 1962)
- A koalíció felbomlása és a Nemzeti Munkapárt megalakulása (1963)
- Kormányzati politika és parlamenti ellenzék: 1910–1914 (Akadémiai Kiadó, 1970)
- Agrárpolitika és agrárátalakulás Magyarországon a felszabadulás után (társszerk., 1975)
- Horthy és hatalmi rendszere: 1919–1922 (Kossuth Könyvkiadó, 1977)
- Hungary after two revolutions: 1919–1922 (1980)
- Tisza István (Gondolat Könyvkiadó, 1985)
- A dualista Magyarország államrendszere és továbbélése (1987)
- A rejtélyes Tisza-gyilkosság (Helikon Kiadó, 1988, ISBN 963-207-977-9)
- A köztársasági eszme és mozgalom története Magyarországon (1990)
- Skandalum: Magyar közéleti botrányok 1843–1991 (1993, ISBN 963-7977-32-5)
- Párhuzamos politikus-portrék a XX. századi Magyarországról (1994)
- Az 1867-es kiegyezés alternatívái (Korona Kiadó, 1995)
- 20. századi magyar történelem 1900–1994 (egyetemi tankönyv, szerk., Korona, 2001)
- A magyar parlamentarizmus a századfordulón: politikusok és intézmények (História, 2001)
- Magyar miniszterelnökök (Kossuth Kiadó, társszerző, 2002)
- Deák Ferenc utolsó évei (Éghajlat Könyvkiadó, 2004, ISBN 978-963-865-3802)